# بخش مونگر
بخش مونگر (به انگلیسی: Munger district) یک منطقهٔ مسکونی در هند است که در Munger division واقع شده‌است. بخش مونگر ۱٬۴۱۹٫۷ کیلومتر مربع مساحت و ۱٬۳۶۷٬۷۶۵ نفر جمعیت دارد.